# Cerura argynnis
Cerura argynnis är en fjärilsart som beskrevs av William Schaus 1901. Cerura argynnis ingår i släktet Cerura och familjen tandspinnare. Inga underarter finns listade i Catalogue of Life.